# Diana Sadovnykova
Diana Ivanivna Sadovnykova, coniugata Jaropolova (in ucraino Діана Іванівна Садовникова-Ярополова?; Sebastopoli, 26 luglio 1971), è un'ex cestista ucraina, fino al 1991 sovietica.

## Carriera
Con l'Ucraina ha disputato i Giochi olimpici di Atlanta 1996.